# Maria Bonaparte
Maria Bonaparte, fr. Marie Bonaparte, gr. Μαρία Βοναπάρτη (ur. 2 lipca 1882 w Saint-Cloud, zm. 21 września 1962 w Gassin) – francuska psychoanalityczka szkoły freudiańskiej, arystokratka, tytularna księżniczka cesarska i Canino, księżna grecka jako żona Jerzego Glücksburga.

## Życiorys
Urodziła się jako jedyna córka ks. Rolanda Bonaparte (wnuka Lucjana, brata Napoleona I) i bogatej Marie Félix-Blanc (spadkobierczyni François Blanca, twórcy kasyna w Monte Carlo), która zmarła miesiąc po narodzinach Marii. Pozbawiona matki dziewczynka wychowywana była przez surową i tyrańską babkę ze strony ojca. Otoczona guwernantkami otrzymała wychowanie pełne zakazów i nakazów, co wpłynęło na rozwinięcie się u niej neurozy, introwersji i licznych fobii. W roku 1905 rozpoczęła życie towarzyskie i rok później została przedstawiona królowi greckiemu Jerzemu I, który zapragnął ożenić z nią swego drugiego syna, również Jerzego (1869–1957).
Ślub miał miejsce w Atenach 21 grudnia 1907. Rok później urodziło się pierwsze dziecko, ks. Piotr, ale Maria zauważyła, że cierpi na silną oziębłość seksualną, co skłoniło ją do badań nad problematyką seksualną kobiet. W 1923 przeprowadziła pomiary anatomiczne 200 kobiet w szpitalach paryskich. Przeprowadziła także z nimi wywiady na temat ich pożycia seksualnego i doszła do wniosku, że oziębłość seksualna jest u wielu kobiet spowodowana zbyt dużą odległością między łechtaczką i wejściem do pochwy. Wyniki swych badań Maria opublikowała pod pseudonimem A.E. Narjani w eseju pod tytułem Considérations sur les causes anatomiques de la frigidité chez la femme (od swej teorii nie odstąpiła nawet jako sławna psychoanalityczka). W tym samym roku przeczytała Wstęp do psychoanalizy, w którym po raz pierwszy napotkała nazwisko Freuda.
W 1925 poznała osobiście Freuda, który 30 września przeprowadził z nią pierwszą sesję psychoanalityczną. Pozostała jego pacjentką do 1938. Od tej chwili aż do wybuchu II wojny światowej Maria Bonaparte była niejako ambasadorką Freuda w Paryżu. Austriacki uczony wyperswadował jej studia medycyny i skłonił ją do zajmowania się rozwojem psychoanalizy we Francji. 4 listopada 1926 Maria wraz z Lafourgue'iem założyła istniejące do dziś dnia Societé Psychanalytique de Paris i dostarczyła funduszy na publikację „Revue française de psychanalyse”, ważne forum francuskich psychoanalityków.
W roku 1938 uratowała Freuda i jego rodzinę przed prześladowaniami hitlerowskimi, pomagając im w ucieczce z przyłączonego do Wielkiej Rzeszy Niemieckiej Wiednia. Zapłaciła za Freuda tzw. „Reichsfluchtsteuer”, tj. „Podatek od ucieczki z Rzeszy”. Wokół wątku znajomości Freuda z Marią Bonaparte nakręcono w roku 2004 film Princesse Marie z Catherine Deneuve w roli Marii.
6 lutego 1952 książę Jerzy i Maria, jako przedstawiciele dworu greckiego, brali udział w koronacji królowej Elżbiety II w Londynie. Znudzona przewlekającą się ceremonią, Maria zaproponowała siedzącemu obok niej panu natychmiastową sesję psychoanalityczną. Pan ów, równie znudzony jak ona, chętnie wyraził zgodę. Był nim François Mitterrand.
Maria Bonaparte miała z Jerzym dwoje dzieci, Piotra (1908–1980), znanego antropologa i Eugenię (1910–1988), która wyszła za ks. Dominika Radziwiłła z Balic (zm. 1976), wnuka ks. Karola Stefana z Żywca. Miała z nim dwoje dzieci, syna Jerzego Andrzeja (1942–2001) i córkę Tatianę (ur. 1939). Rozwiodła się z Radziwiłłem w roku 1946 i poślubiła księcia Rajmunda Aleksandra Thurn und Taxis (1907–1986), pana na zamku Duino koło Triestu. Rozwiodła się w 1965. Miała z nim syna Karola Aleksandra (ur. 1952), obecnego właściciela Duino.
Maria zmarła na białaczkę i jest pochowana obok męża na cmentarzu królewskim w Tatoi w pobliżu Aten.

## Publikacje
Prace własne
- Le printemps sur mon jardin, Paris.
- Edgar Poe avec un avant-propos de Freud, Paris 1933 (wydanie angielskie 1948, wydanie niemieckie Frankfurt/M, 1984).
- Mémoires.
- Guerres militaires et guerres sociales.
- Introduction à la théorie des instincts, 1934.
- De la sexualité de la femme (ang. Feminine sexuality, 1953).
- Topsy, 1940 (opowiadanie o jej psie).
- Psychanalyse et biologie, 1952.

Tłumaczenia dzieł Freuda
- Souvenir d'enfance de Léonard da Vinci.
- Cinq psychoanalyses.

### Literatura dodatkowa
- Celia Bertin, Marie Bonaparte, A Life, New Haven 1982.
- Jean-Pierre Bourgeron, Marie Bonaparte et la psychoanalyse, Genève 1993.
- Hans Roger Madol, Kungligt blod, Stockholm 1937.
- Élisabeth Roudinesco, La bataille de cent ans, Histoire de la psychoanalyse, Paris 1982.